# Magdalena Sibylla von Sachsen-Weißenfels (1648–1681)

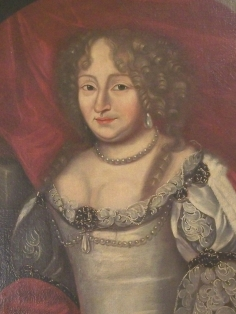
Magdalena Sibylla von Sachsen-Weißenfels

Magdalena Sibylla von Sachsen-Weißenfels (* 2. September 1648 in Halle; † 7. Januar 1681 in Gotha) war eine geborene Prinzessin von Sachsen-Weißenfels und -Querfurt aus dem Hause der albertinischen Wettiner und durch Heirat Herzogin von Sachsen-Gotha-Altenburg.

## Familie
Magdalena Sibylla war die älteste Tochter des Herzogs August von Sachsen-Weißenfels und dessen Gemahlin Anna Maria von Mecklenburg-Schwerin, Tochter des Herzogs Adolf Friedrich I. von Mecklenburg-Schwerin.
Sie ist nach ihrer Großmutter väterlicherseits, der sächsischen Kurfürstin Magdalena Sibylle von Preußen, benannt.

## Leben
Im Jahr 1669 heiratete sie den Erbprinzen Friedrich von Sachsen-Gotha, der ab 1672 als Statthalter seines Vaters in Altenburg und ab 1674 als Prinzregent bzw. ab 1675 als Herzog ganz Sachsen-Gotha-Altenburg regierte.
Magdalena Sibylla starb im Alter von 32 Jahren und wurde in der Fürstengruft der Schlosskirche auf dem Gothaer Friedenstein bestattet.

## Ehe und Nachkommen
Ihre einzige Ehe schloss sie am 14. November 1669 in Halle mit Friedrich I., Herzog von Sachsen-Gotha-Altenburg, dem Sohn Ernsts I., Herzog von Sachsen-Gotha, aus dessen Ehe mit Elisabeth Sophia von Sachsen-Altenburg.
Mit ihrem Gemahl hatte sie folgende Kinder:
- Anna Sophia (* 22. Dezember 1670 in Gotha; † 28. Dezember 1728 in Rudolstadt), Prinzessin von Sachsen-Gotha-Altenburg ⚭ Ludwig Friedrich I., Fürst von Schwarzburg-Rudolstadt
- Magdalena Sibylla (* 30. September 1671 in Gotha; † 2. März 1673 in Altenburg), Prinzessin von Sachsen-Gotha-Altenburg
- Dorothea Maria (* 22. Januar 1674 in Gotha; † 18. April 1713 in Meiningen), Prinzessin von Sachsen-Gotha-Altenburg ⚭ Ernst Ludwig I., Herzog von Sachsen-Meiningen
- Friederike (* 24. März 1675 in Gotha; † 28. Mai 1709 in Karlsbad), Prinzessin von Sachsen-Gotha-Altenburg ⚭ Johann August, Fürst von Anhalt-Zerbst
- Friedrich II. (1676–1732), Herzog von Sachsen-Gotha-Altenburg ⚭ Magdalena Augusta von Anhalt-Zerbst
- Johann Wilhelm (* 4. Oktober 1677 in Gotha; † 15. August 1707 in Toulon), Prinz von Sachsen-Gotha-Altenburg
- Elisabeth (* 7. Februar 1679 in Gotha; † 22. Juni 1680 in Gotha), Prinzessin von Sachsen-Gotha-Altenburg
- Johanna (* 1. Oktober 1680 in Gotha; † 9. Juli 1704 in Strelitz), Prinzessin von Sachsen-Gotha-Altenburg ⚭ Adolf Friedrich II., Herzog von Mecklenburg-Strelitz

Durch ihre Nachkommen ist sie sowohl Stammmutter von Königin Viktoria als auch von deren Gemahl Prinz Albert.